# George Ciprian
George Ciprian (n. 5 iunie 1883, Buzău, România – d. 7 aprilie 1968, București, România) a fost un actor, dramaturg și om de teatru român, considerat un precursor al teatrului absurd și cunoscut mai ales ca autor al comediilor Omul cu mârțoaga (1927) și Capul de rățoi (1938).

## Biografie

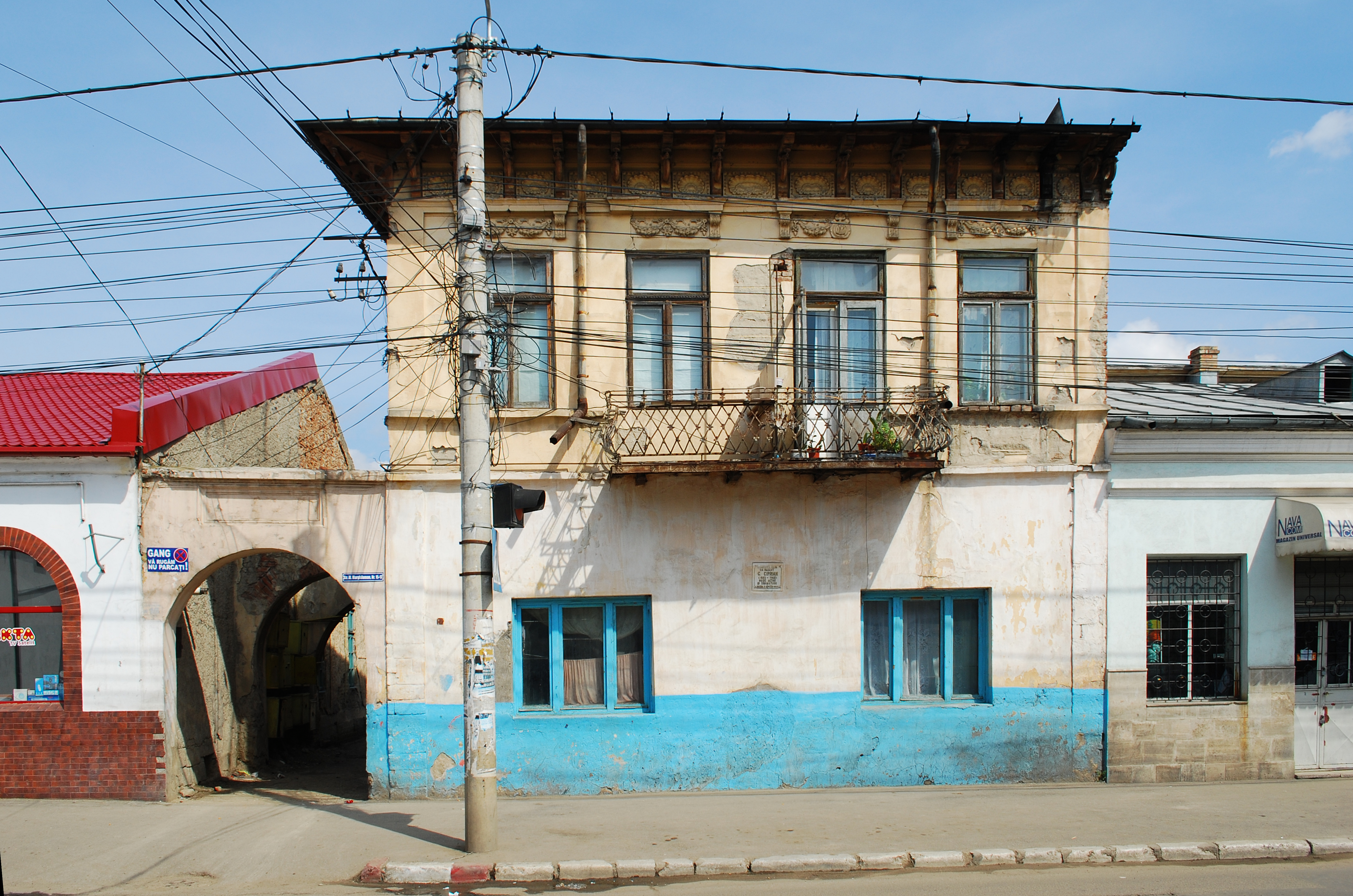
Casa din Buzău unde s-a născut George Ciprian

S-a născut în familia unui brutar grec din insula Cipru. La naștere a primit numele de Gheorghe Pană Constantin, modificat prin decret în anul 1950, în Gheorghe Constantinescu Ciprian, nume deja celebru în lumea artistică sub numele de Gheorghe sau George Ciprian.
A urmat școala primară în satul Glodeanu-Siliștea din zona de câmpie de la sud de Buzău, mutându-se apoi împreună cu mama sa la București. Între anii 1894–1902 era elev la Liceul „Gheorghe Lazăr”, fiind coleg cu doi viitori importanți scriitori, poetul Vasile Voiculescu și Dem Demetrescu–Buzău (cunoscut mai târziu ca Urmuz), supranumit un Jarry al României, datorită contribuției sale în conturarea și impunerea literaturii absurdului. După liceu, s-a înscris la Facultatea de Litere și Filozofie, apoi la Facultatea de Drept, pentru ca, în final, să urmeze Conservatorul la clasa lui Constantin Nottara, care i-a remarcat „îndemânarea la condei”. A absolvit Conservatorul cu Premiul întâi.
Debutul său ca actor a avut loc în anul 1907 la Teatrul Național din Craiova în piesa Răzvan și Vidra de B.P. Hasdeu, în care a jucat rolul Șoltuz. Rolul său de succes a fost interpretarea escrocului Leroque dintr-o piesă obscură, Necunoscuta. Ulterior, Ciprian s-a remarcat prin interpretarea unor roluri cum ar fi: Bufonul din Regele Lear, Păcală din Înșir-te mărgărite, Răzeșul din Răzvan și Vidra, Grozea din Vlaicu Vodă, Purgon din Bolnavul închipuit, Lubin din Georges Dandin. 
A jucat și în câteva filme de lung metraj, cum ar fi: Independența României (1912), Năbădăile Cleopatrei (1925), O noapte furtunoasă (1943), Viața învinge (1951) și Brigada lui Ionuț (1954).
În anul 1996, Teatrul Municipal din Buzău a primit numele său, cu această ocazie având loc reprezentația piesei Omul cu mârțoaga.

## Dramaturgia

George Ciprian

- A debutat ca autor dramatic cu piesa Omul cu mârțoaga, a cărei premieră a avut loc Teatrul Național București în anul 1927 și s-a bucurat de un mare succes, fiind reprezentată ulterior pe scenele de la Paris, Berlin, Praga, Berna.[5]
- A urmat scrierea altor piese de teatru, aproape imediat reprezentate pe scenele teatrelor din țară: Nae Niculae (1928), Capul de rățoi (1938), Ioachim-prietenul poporului și Un lup mâncat de oaie (1947). A mai scris și alte producții dramatice, care nu au fost reprezentate, precum: Iuda și Soț or’făr’de…. Criticul George Călinescu l-a descris în anul 1941 pe Ciprian ca pe un „mic Calderon al nostru”. Piesele sale de teatru se încadrează în categoria farsei dramatice.
- În domeniul prozei, a publicat două volume de memorialistică: Cutia cu maimuțe și Măscărici și Mâzgălici.
- Cea mai cunoscută piesă de teatru a sa este Capul de rățoi, scrisă în anul 1938 (care a avut premiera în anul 1940). Considerată ca un exemplu timpuriu al teatrului absurdului, ea descrie adolescența sa și prietenia cu Urmuz.
- Opera sa a fost multă vreme trecută cu vederea, însă la apariția teatrului absurdului, George Ciprian a fost considerat un precursor al acestui fenomen, în care s-a afirmat dramaturgul francez de origine română Eugene Ionesco.

## Piese de teatru în care a jucat
- Clopotul scufundat de Gerhart Hauptmann
- Nora de Henrik Ibsen
- Domnișoara Iulia de August Strindberg
- Richard al III-lea de William Shakespeare

## Opera dramaturgică
- Omul cu mârțoaga (1927)
- Nae Niculae (1928)
- Capul de rățoi (1938)
- Ioachim - prietenul poporului (1947)
- Un lup mâncat de oaie (1947)

## Filmografie
- O noapte furtunoasă (1943) - Ghiță Țircădău

## Distincții
- titlul de Artist Emerit al Republicii Populare Române (11 martie 1952)[6]
- Ordinul Muncii clasa I (23 ianuarie 1953) „pentru merite deosebite, pentru realizări valoroase în artă și pentru activitate merituoasă”[7]
- Ordinul „Meritul Cultural” clasa a II-a (6 noiembrie 1967) „pentru merite deosebite în domeniul artei dramatice”[8]

## Aprecieri
În cartea sa de memorii, actorul Ion Finteșteanu i-a dedicat actorului și dramaturgului Gheorghe Ciprian un capitol intitulat «„Omul”...». El îi face acolo următorul portret artistico-uman: „În artă?... Juca teatru... juca!? E un termen care în nici un fel nu i se potrivea; trăia! pe o mocnită ardere lăuntrică, trăia personajul, simplu, fără artificii. Era un actor de structură radoviceană. [...] Iar în viață, semenii au identificat în el – deopotrivă – omul plin de virtuți și de vicii!... Apărea herculean, când se „bătea” pentru drepturile actorilor, în comitet; sau se arăta în Mecena, cînd culegea roadele talentului scriitoricesc; ca apoi să devină umil, alergînd în căutarea unui mic împrumut, spre a-și acoperi găurile lăsate de nesocotința ce-l dezechilibra. Și, din nou, cînd se găsea în stare „explozivă”, generozitatea răbufnea vulcanic. Era zidit din contraste. Copil amărît, în lipsă; nabab risipitor, în abundență. În orice împrejurare, sclipitor în replică.”.
Crenguța Gânscă : George Ciprian. Omul, actorul, scriitorul, Cluj Napoca, Ed.Casa Cărții de Știință, 2020

## Vezi și
- Listă de dramaturgi români
- Listă de piese de teatru românești